# Rote Schleife

Rote Schleife

Die Rote Schleife (englisch Red Ribbon) ist weltweit ein Symbol der Solidarität mit HIV-Infizierten und AIDS-Kranken.
Der Awareness Ribbon wurde 1991 von der New Yorker Künstlergruppe Visual AIDS geschaffen. Vorbild war die Gelbe Schleife, die erstmals 1980/81 im Zusammenhang mit der Geiselnahme von Teheran verwendet worden war. Im Golfkrieg 1990/91 war diese zum Ausdruck der Verbundenheit der Vereinigten Staaten mit ihren fern der Heimat kämpfenden Truppen geworden.
Rote Schleifen hatte man erstmals zum Gedenken an den verdeckten Ermittler der Drug Enforcement Administration, Enrique „Kiki“ Camarena, getragen, der am 7. Februar 1985 in Guadalajara (Mexiko) entführt und wenig später ermordet worden war. Daraus entstand die Red Ribbon Week jeweils Ende Oktober, die 1988 zur Ausrufung einer „Drug Free America Week“ durch US-Kongress und Präsident Ronald Reagan führte.
Mit ihrer neuen Bedeutung als „Aids-Schleife“ setzte sich die Rote Schleife schnell über die Kreise von Künstlern und bekennenden Homosexuellen hinaus allgemein durch. Prominente wie Elizabeth Taylor und Lady Diana zeigten sich mit ihr in der Öffentlichkeit. Bei der Oscarverleihung 1992 trugen Alan Menken und Bill Lauch sie, als sie für den 1991 an Aids gestorbenen Howard Ashman den Oscar für den Besten Song entgegennahmen. Inzwischen wird die Schleife sogar beim Wiener Opernball nicht nur vom Life-Ball-Organisator Gery Keszler, sondern auch vom ehemaligen österreichischen Bundeskanzler Alfred Gusenbauer und dem Moderator Alfons Haider getragen.
Am 1. Dezember (Welt-AIDS-Tag) 2013 wurde rund um den Regensburger Dom die mit 1,5 Kilometern längste AIDS-Schleife der Welt ausgelegt. Diese war zuvor in Einzelteilen von Freiwilligen aus ganz Deutschland und sogar aus Griechenland aus roter Wolle gestrickt worden.
In Deutschland ist eine rote Schleife als Bildmarke und als dreidimensionale Marke seit dem 4. Mai 1995 für die Deutsche AIDS-Stiftung geschützt.

## Weitere Schleifen
- Gelbe Schleife – Solidarität (Vorbild)
- Rosa Schleife – Brustkrebs
- Weiße Schleife – Männerbewegung
- Schwarze Schleife – Trauer
- Übersicht über Solidaritätsschleifen